# Hügelsheim
Hügelsheim (alemannisch Helse) ist eine Gemeinde in Baden-Württemberg und gehört zum Landkreis Rastatt.

## Geografie

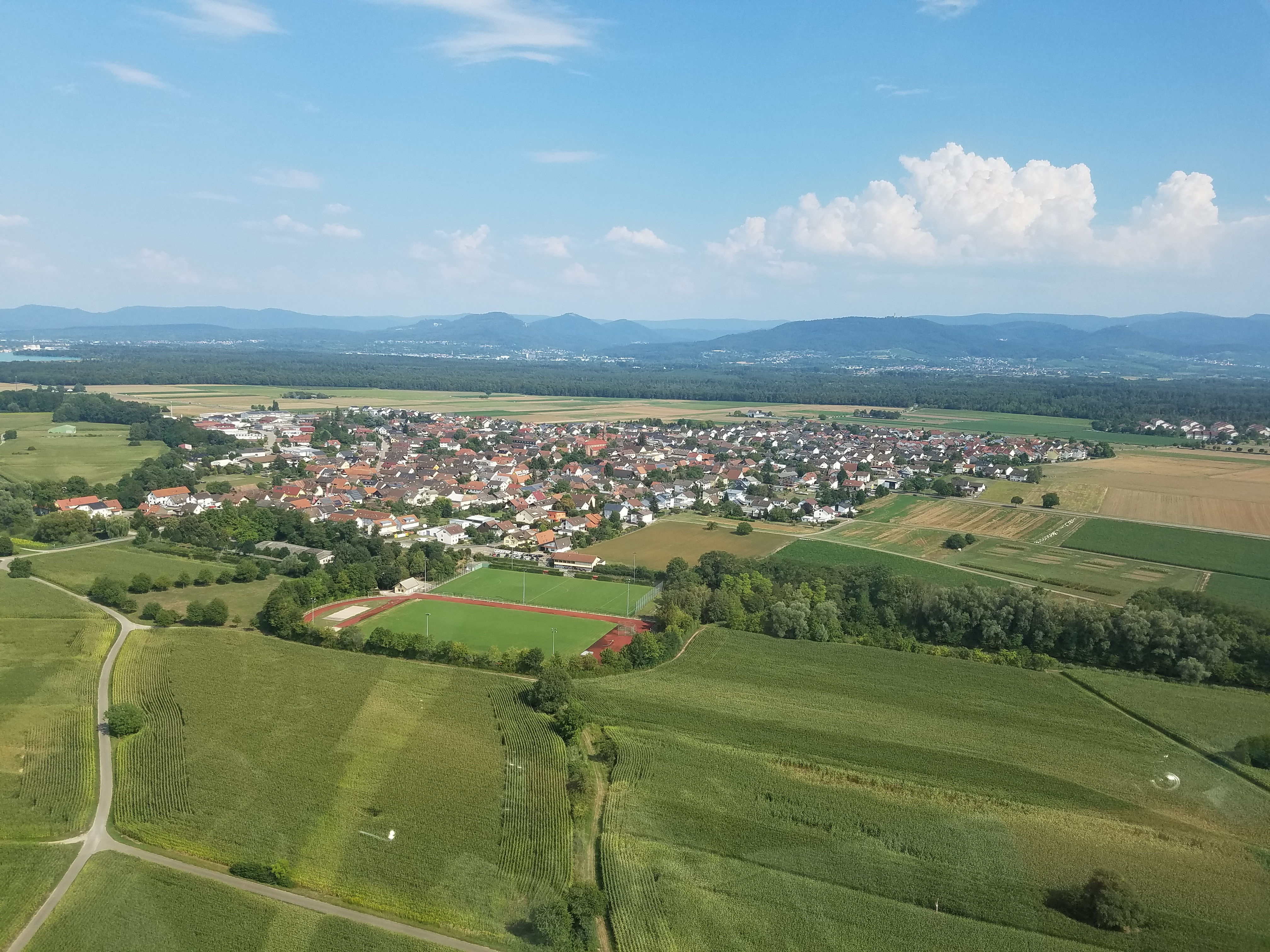
Hügelsheim, Luftaufnahme von Westen, am Horizont der Nordschwarzwald

### Lage
Hügelsheim liegt in der Oberrheinischen Tiefebene. Der gleichnamige Kernort ist etwa 1,5 km vom dort etwa in Südwest-Nordost-Richtung fließenden Rhein entfernt und befindet sich 10 km südwestlich der Kreisstadt Rastatt – rheinabwärts betrachtet zwischen Söllingen im Südwesten und Iffezheim im Nordosten. Nordwestlich des Kernorts liegt der Hügelsheimer Altrhein und nördlich der Hügelsheimer Altrheinzug.

### Gemeindegliederung
Zur Gemeinde Hügelsheim gehören Dorf Hügelsheim und die Siedlung Kleinkanada. Teil des Gemeindegebiets ist die Wüstung Heitterbach.

## Geschichte
Das Gebiet der Gemeinde war seit der Steinzeit ununterbrochen besiedelt. Als früheste Zeugnisse menschlicher Kultur sind Steinwerkzeuge gefunden worden, deren Alter auf mehr als 10.000 Jahre geschätzt wird. Auch Kelten, Römer und Alemannen hinterließen Spuren. Die erste urkundliche Erwähnung findet sich in einer Schenkungsurkunde zu Gunsten des Klosters Fulda am 19. April 788. Darin wird das Dorf mit Hughilaheim, 1212 mit Hügelisheim und 1257 als Hugelingisheim bezeichnet, was Heim (Wohnstätte, Haus) des Hugilo (Wortstamm: Hugo; von diesem Namen Verkleinerungs- oder Abstammungsform) bedeutet. Der Ort gehörte den Herren von Windeck, die es als Lehen von den Herren von Geroldseck hatten, die wiederum von dem Burggrafen von Nürnberg damit belehnt waren. 1309 kauften die Markgrafen von Baden Hügelsheim und Stollhofen.

## Religionen

### Katholische Kirchengemeinde St. Laurentius

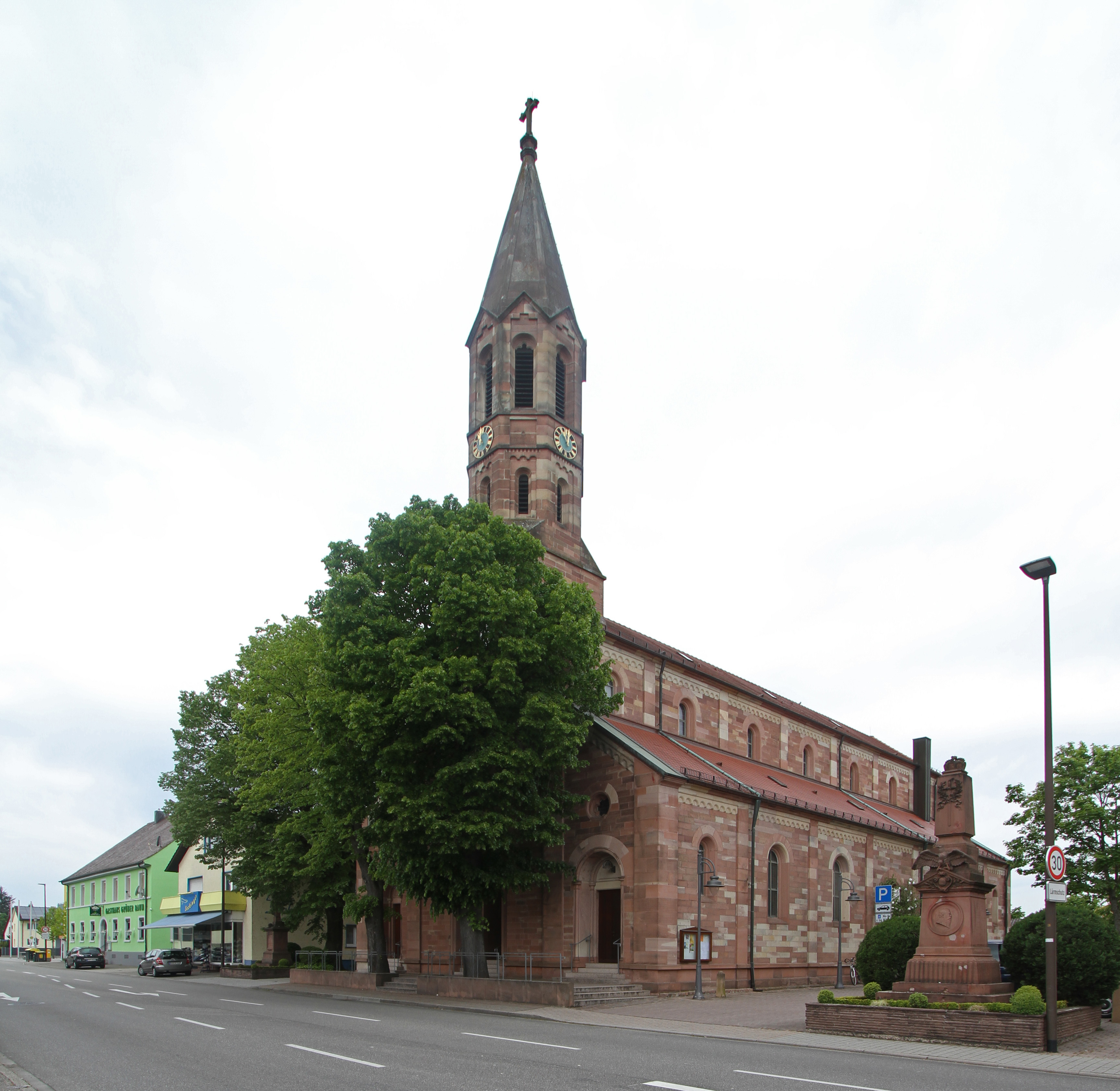
Kirche St. Laurentius

Zu Ehren des römischen Diakons und Märtyrers St. Laurentius wurde sehr früh eine Kapelle gebaut, die von einem Leutpriester des Klosters Schwarzach versorgt wurde. Auf dem Platz der heutigen Kirche stand bereits eine ältere, in deren Schlussstein die Jahreszahl 1499 eingemeißelt war. Bis zur Gründung der Erzdiözese Freiburg im Jahre 1827 unterstand die Hügelsheimer Pfarrei dem Bischof von Straßburg. Die Gemeinde baute 1842 die heutige Kirche. Zwischen 1962 und 1967 fand eine große Kirchenrenovierung statt.
Seit dem 23. Oktober 2005 bildet die Pfarrgemeinde St. Laurentius Hügelsheim mit der Pfarrgemeinde St. Martin Sinzheim eine Seelsorgeeinheit.

### Evangelische Kirchengemeinde
Als nach der Reformation die Religionszugehörigkeit des Landesherrn die seiner Untertanen bestimmte, wechselten die Hügelsheimer zwischen 1522 und 1634 acht Mal zwischen katholischem und evangelischem Bekenntnis (Cuius regio, eius religio). Seit 1636 waren hier nur katholische Pfarrer im Amt. Evangelische Christen kamen nach 1945 vereinzelt nach Hügelsheim. 1964/65 konnten sich die evangelischen Einwohner der vier Gemeinden Hügelsheim, Iffezheim, Wintersdorf und Ottersdorf in Iffezheim eine eigene Kirche bauen. Sie ist nach Paul Gerhardt benannt.

## Politik

### Gemeinderat
Der Gemeinderat hat 14 ehrenamtliche Mitglieder, die für fünf Jahre gewählt werden. Hinzu kommt der Bürgermeister als stimmberechtigter Gemeinderatsvorsitzender.
Die Kommunalwahl 2024 führte zu folgendem Ergebnis (in Klammern: Unterschied zu 2019):
| Gemeinderat 2024               | Gemeinderat 2024 | Gemeinderat 2024 | Gemeinderat 2024 | Gemeinderat 2024 |
| Partei / Liste                 | Stimmenanteil    | Sitze            |                  |                  |
| ------------------------------ | ---------------- | ---------------- | ---------------- | ---------------- |
| CDU                            | 49,7 % (+10,3)   | 7 (+1)           |                  |                  |
| Freie Wähler                   | 42,5 % (+7,0)    | 6 (+1)           |                  |                  |
| Grüne                          | 7,7 % (+7,7)     | 1 (+1)           |                  |                  |
| SPD                            | n. a. (−17,5)    | 0 (−2)           |                  |                  |
| AfD                            | n. a. (−7,6)     | 0 (−1)           |                  |                  |
| Wahlbeteiligung: 52,9 % (+2,4) |                  |                  |                  |                  |

### Bürgermeister
Bürgermeisterin von Hügelsheim ist Kerstin Cee. Sie wurde am 14. März 2021 mit 68,09 Prozent der Stimmen gewählt und trat ihr Amt am 12. Mai 2021 an. Stellvertreter der Bürgermeisterin sind Miriam Wassermann, Jürgen Uttermarck und Uwe Holzer. Im Februar 2013 wurde ihr Vorgänger Reiner Dehmelt (CDU) mit 78,16 Prozent der Stimmen für eine dritte Amtszeit bestätigt; die Wahlbeteiligung betrug 39,88 Prozent.

### Verwaltungsgemeinschaft
Hügelsheim bildet mit Sinzheim eine vereinbarte Verwaltungsgemeinschaft.

### Wappen
Blasonierung: Schild gespalten, rechts auf goldenem Grund ein roter Querbalken, links auf blauem Grund ein goldener Rost.
Bedeutung: rechts das Wappen derer von Geroldseck, links das Heiligenattribut des hl. Laurentius, Patron der Hügelsheimer Kirche.

### Partnerschaften
Hügelsheim unterhält partnerschaftliche Beziehungen zu Cartoceto in Italien und Cold Lake in Kanada.

## Kultur, Sport und Freizeit

### Spargelfest
Seit 1986 findet alle zwei Jahre das überregional bekannte Spargelfest als Straßenfest statt, an dem sich alle örtlichen Vereine und zahlreiche Gruppen beteiligen. Abweichend von dieser Zwei-Jahre-Regelung fand in den Jahren 2012 und 2013 jeweils ein Spargelfest statt. Danach wird immer in ungeraden Jahren eines veranstaltet. Repräsentanten des Hügelsheimer Spargels sind die Spargelkönigin und die Spargelprinzessin mit einer Amtszeit von zwei Jahren.

### Erländersee

Erländersee (2007)

Im Sommer ist der Erländersee ein beliebter Badesee. Der bewirtschaftete See ist für seine gute Wasserqualität bekannt.

## Wirtschaft und Infrastruktur

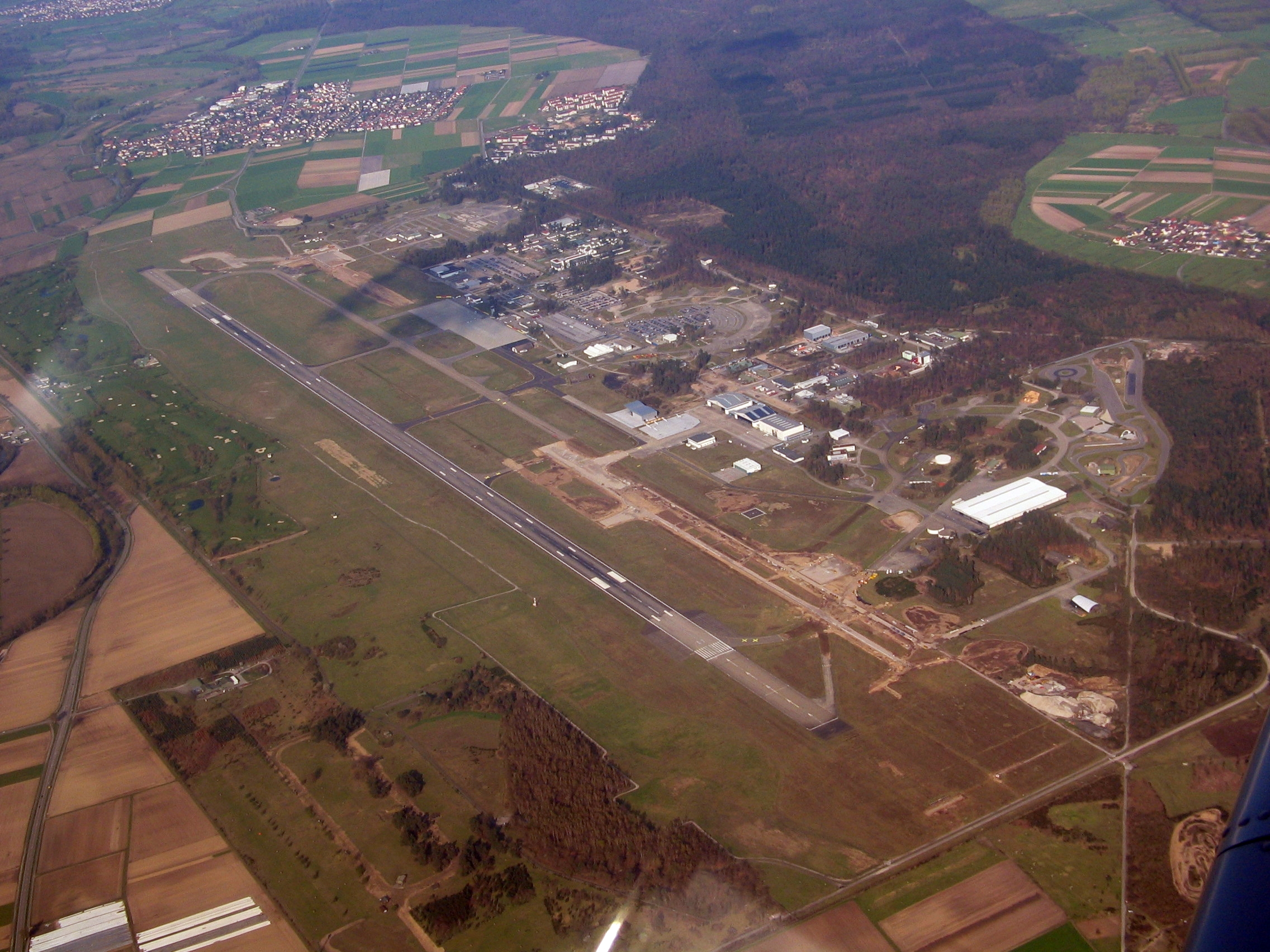
Baden Airpark – links oben im Bild Hügelsheim

Traditionell lebten die Hügelsheimer von der Landwirtschaft, dem Fischfang, der Rheinschifferei und der Goldwäscherei. Auf den sandigen Böden in unmittelbarer Nähe des Rheins kann jedoch klassische Landwirtschaft heute nicht mehr rentabel betrieben werden. Vor mehr als hundert Jahren brachte ein Hügelsheimer Bürger von seiner Militärzeit im Elsass den Spargel mit, der seitdem hier angebaut wird. So hat sich Hügelsheim zum überregional bekannten Spargeldorf entwickelt. Heute bauen wenige Haupterwerbslandwirte und zahlreiche Nebenerwerbslandwirte Spargel an. Seit dem 1. Oktober 2023 führt Hügelsheim die offizielle Zusatzbezeichnung „Spargeldorf“.
Als weitere Sonderkultur wird Topinambur angebaut, aus dem ein Schnaps gebrannt wird, der in mehreren Varianten (pur, mit eingelegter Topinamburknolle bzw. Spargelstange, mit Blutwurz abgezogen) vermarktet wird.
Der kanadische Militärflugplatz CFB Baden-Söllingen (Gemarkungen Hügelsheim, Rheinmünster) stellte bis zum Abzug der Streitkräfte im Jahre 1993 einen wichtigen Wirtschaftsfaktor dar. Große Hoffnungen setzt man deshalb auf den privatwirtschaftlich betriebenen Baden-Airpark, der auf dem Konversionsgelände den Flughafen Karlsruhe/Baden-Baden, ein Gewerbegebiet und diverse Freizeiteinrichtungen betreibt.

### Verkehr
Hügelsheim liegt verkehrsgünstig direkt an der Landesstraße 75 (ehem. Bundesstraße 36), welche in nördlicher Fahrtrichtung die B 500, die sogenannte Schwarzwaldhochstraße, nach wenigen Kilometern kreuzt. Die Bundesautobahn 5 kann über die Auffahrt Baden-Baden bzw. den Rasthof Baden-Baden innerhalb weniger Minuten erreicht werden. Die nächstgelegenen Bahnhöfe befinden sich in Baden-Baden (ICE/IC). 1 km südlich der Gemeinde liegt der Regionalflughafen Karlsruhe/Baden-Baden (Baden-Airpark).
Durch das Gemeindegebiet verläuft die rechtsrheinische Variante des Rheinradwegs, der von der Quelle des Rheins am Oberalppass im Schweizer Kanton Graubünden bis zur Mündung bei Rotterdam führt. Er verläuft von Helmlingen kommend bis Iffezheim dicht am Rhein entlang. Der Radfernweg ist als Eurovelo-Route 15 (Rheinradweg) und als D-Route 8 (Rhein-Route) ausgewiesen.

### Ansässige Unternehmen
Im Gewerbegebiet „Am Hecklehamm“ sind überwiegend mittelständische Betriebe angesiedelt. Mehrere Unternehmen des Bauhandwerks und der Consulting-Branche sind überregional tätig.

### Bildung
In Hügelsheim gibt es drei Kindergärten und die Grund- und Hauptschule Nikolaus Kopernikus.

## Dialekt
In Hügelsheim wird „helserisch“ gesprochen, ein „breiter“ oberrheinalemannischer Dialekt.
Gebräuchliche Helser Formulierungen:
- „Jesses, Maija!“ – Jesus, Maria! (Ausdruck des Entsetzens. Ähnlich: Du lieber Himmel!)
- „t'hääm“ – daheim, zuhause
- „Mändi, Zischdi, Mittwuch, Durschdi, Fridi, Somschdi, Sundi“ – die Wochentage
- „s'Rothuus“ – das Rathaus
- „Gardehaw“ – Gartenzaun
- „mingä Junge“ – meine Tochter (wörtl.: meine Junge)
- „ming Junga“ – mein Sohn (wörtl.: mein Junger)
- „a Howwowedissl“ – Eine Heuwagendeichsel

## Persönlichkeiten
- Magdalena Kollefrath (1841–1909), Zisterzienserin, Äbtissin von Lichtenthal, die Hügelsheim geboren ist.
- Christiane Rösinger (* 1961), Musikerin und Journalistin, die in Hügelsheim aufwuchs.